# Patrick Marxer
Patrick Marxer (10 dicembre 1976) è un ex calciatore liechtensteinese, di ruolo centrocampista.

## Carriera

### Nazionale
Ha collezionato 10 presenze con la propria Nazionale.